# Цаган-Ола
Цага́н-Ола́ (рос. Цаган-Ола) — село у складі Могойтуйського району Забайкальського краю, Росія. Адміністративний центр Цаган-Олинського сільського поселення.
Стара назва — Цаган-Оль.

## Населення
Населення — 1344 особи (2010; 1561 у 2002).
Національний склад (станом на 2002 рік):
- буряти — 85 %